# Новий Кшимув
Новий Кшимув (пол. Nowy Krzymów) — село в Польщі, у гміні Кшимув Конінського повіту Великопольського воєводства. Населення — 293 особи (2011).
У 1975—1998 роках село належало до Конінського воєводства.

## Демографія
Демографічна структура станом на 31 березня 2011 року:
|          | Загалом | Допрацездатний вік | Працездатний вік | Постпрацездатний вік |
| -------- | ------- | ------------------ | ---------------- | -------------------- |
| Чоловіки | 151     | 47                 | 95               | 9                    |
| Жінки    | 142     | 37                 | 75               | 30                   |
| Разом    | 293     | 84                 | 170              | 39                   |